# Cédric Lachat
Cédric Lachat (Porrentruy, 17 de agosto de 1984) es un deportista suizo que compitió en escalada, especialista en las pruebas de dificultad y bloques.
Ganó tres medallas de bronce en el Campeonato Mundial de Escalada, en los años 2007 y 2012, y tres medallas en el Campeonato Europeo de Escalada entre los años 2006 y 2010.

## Palmarés internacional
| Campeonato Mundial | Campeonato Mundial    | Campeonato Mundial | Campeonato Mundial |
| Año                | Lugar                 | Medalla            | Prueba             |
| ------------------ | --------------------- | ------------------ | ------------------ |
| 2007               | Avilés (España)       | Medalla de bronce  | Dificultad         |
| 2007               | Avilés (España)       | Medalla de bronce  | Bloques            |
| 2012               | París (Francia)       | Medalla de bronce  | Combinada          |
| Campeonato Europeo |                       |                    |                    |
| Año                | Lugar                 | Medalla            | Prueba             |
| 2006               | Ekaterimburgo (Rusia) | Medalla de plata   | Dificultad         |
| 2008               | París (Francia)       | Medalla de bronce  | Bloques            |
| 2010               | Innsbruck (Austria)   | Medalla de oro     | Bloques            |